# Nika Konstantinowitsch Pilijew
Nika Konstantinowitsch Pilijew (russisch Ника Константинович Пилиев; * 21. März 1991 in Tiflis, Sowjetunion) ist ein ehemaliger russischer Fußballspieler auf der Position eines Mittelfeldspielers.

## Vereinskarriere

### Karrierebeginn bei Lok Moskau
Der im Jahre 1991 in der heutigen Hauptstadt Georgiens in der damaligen Sowjetunion geborene Pilijew zog im Alter von fünf (laut anderen Quellen auch sieben) Jahren mit seiner Familie von Sotschi, wo anfangs mit seinem Vater im Fußball trainiert wurde. Nach etwa einem Jahr brachte ihn dieser zu einem Jugendtrainer, der ihn zwei Jahre lang als Offensivspieler, zumeist als Stürmer, aber auch als offensiver Mittelfeldakteur, ausbildete. In den Jahren darauf wurde Pilijew von weiteren zwei Jugendtrainer ausgebildet und kam schließlich im Jahre 2003 in die russische Hauptstadt Moskau, wo er bei Lokomotive Moskau ein rund zweiwöchiges Probetraining absolvierte. In weiterer Folge wurde das junge Offensivtalent schließlich vom Verein dem angeschlossenen Internat aufgenommen. Von dort aus durchlief er sämtliche Jugendspielklassen, in denen er zum Teil einige Erfolge feierte. Nachdem er bereits ab 2003 in der Nachwuchsabteilung des Vereins ausgebildet wurde, folgte in der Spielzeit 2009 die Aufnahme des Nachwuchstalents in den Profikader der Mannschaft.
Dort gab er schließlich am 16. Mai 2009 sein Profidebüt, als er beim Ligaspiel gegen Terek Grosny in der 86. Spielminute für den etwa gleichaltrigen Alan Maratowitsch Gatagow eingewechselt wurde; das Spiel endete in einem 4:0-Heimsieg der Moskauer. Des Weiteren war er in diesem Jahr in 15 Ligaspielen der russischen Jugendmeisterschaft aktiv, in denen er drei Treffer erzielte. Als es immer näher zum Saisonende kam, hätte Pilijew die Möglichkeit gehabt seinen auslaufenden Vertrag zu verlängern, was er allerdings nicht tat und sich kurz vor Ablauf der Frist sogar weigerte einen weiteren Profivertrag bei Lok Moskau zu unterzeichnen. Stattdessen wechselte er daraufhin innerhalb Moskaus zum ebenfalls in der höchsten Spielklasse des Landes aktiven PFK ZSKA Moskau. Beim Lokalrivalen war er hauptsächlich für das Profiteam gedacht, wo er schließlich auch auf den offensiven Mittelfeldpositionen eingesetzt wurde.

### Mit ZSKA Moskau in der Champions League
Bei ZSKA erkannte man rasch das Talent des jungen Offensivakteurs und setzte ihn bereits beim ersten Champions-League-Gruppenspiel des Teams, der 1:3-Auswärtsniederlage gegen VfL Wolfsburg, als Ersatzspieler für den in etwa gleichaltrigen Georgi Michailowitsch Schtschennikow ein. Aufgrund der passablen Leistung ließ auch sein erster Ligaauftritt für ZSKA nicht lange auf sich warten, denn schon fünf Tage nach seinem Champions-League-Debüt wurde Pilijew beim 3:0-Heimerfolg über den Lokalrivalen FK Dynamo Moskau von Beginn an eingesetzt und ab der 78. Minute durch den ehemaligen Österreich-Legionär und langjährigen ZSKA-Kicker Elvir Rahimić ersetzt. Bis zum Saisonende, an dem ZSKA Moskau auf dem fünften Platz rangierte und somit an der vierten Qualifikationsrunde zur UEFA Europa League 2010/11 teilnehmen durfte, folgten für Pilijew weitere drei Ligaeinsätze. Daneben wurde er auch noch in beiden Gruppenspielen gegen Manchester United (0:1 und 3:3) eingesetzt. Im Anschluss schaffte es das Team bis ins Viertelfinale des Bewerbes, wo es allerdings gegen den späteren CL-Sieger Inter Mailand mit einem Gesamtscore von 0:2 aus dem laufenden Turnier ausschied. Für den russischen Nachwuchsnationalspieler reichte es dabei jedoch nicht mehr für einen weiteren Champions-League-Einsatz.
Im November zog er sich schließlich eine Verletzung der Bandscheiben zu, die ihn bis Februar 2010 ausfielen ließen. Danach saß Piliew im Spieljahr 2010 in einer Reihe von Pflichtspielen seines Teams auf der Ersatzbank, wurde aber in keinem der Spiele eingesetzt, woraufhin er im Anfang August 2010 innerhalb der Liga an Amkar Perm verliehen wurde. Dort folgte gleich nach der Unterzeichnung des Leihvertrags sein erster Pflichtspieleinsatz für den Klub aus der einst östlichsten Millionenstadt Europas. Dabei wurde er bei der 0:1-Auswärtsniederlage gegen Anschi Machatschkala in der 67. Spielminute für den kroatischen Jugendnationalspieler Josip Knežević eingewechselt. Bis zum Saisonende, wo Amkar Perm mit einer etwas besseren Tordifferenz nur knapp den Klassenerhalt schaffte, kam Pilijew in vier weiteren Meisterschaftsspielen zum Einsatz und saß in fünf weiteren Ligapartien ohne Einsatz auf der Ersatzbank. Außerdem brachte er es auf drei torlose Einsätze in der russischen Jugendmeisterschaft des Jahres 2010.

## Nationalmannschaftskarriere
Erste internationale Erfahrung sammelte Pilijew unter anderem im Jahre 2008, als er mit der russischen U-17-Nationalauswahl an der Eliterunde der Qualifikation zur U-17-Fußball-Europameisterschaft 2008 teilnahm, jedoch nicht den Einzug zur EM-Endrunde in der Türkei schaffte. Nach einigen Einsätzen im U-17-Nationalteam sowie als Kapitän der russischen U-18-Nationalmannschaft folgte schließlich eine Einberufung in den U-19-Kader Russlands, wo er unter anderem von Nikolai Nikolajewitsch Sawitschew, dem Zwillingsbruder des einstigen Deutschlandlegionärs Juri Nikolajewitsch Sawitschew, trainiert wurde. Zuvor gewann er noch im Jahre 2009 das alljährlich stattfindende Valentin-A.-Granatkin-Gedenkturnier, ein Turnier an dem ausschließlich internationale U-17- bzw. heute nur mehr U-18-Nationalmannschaften teilnehmen. Beim Turnier wurde er mit vier Toren auch zum Torschützenkönig des Bewerbs gewählt. Nach zahlreichen Einsätzen in der U-19-Nationalmannschaft, mit der unter anderem auch an der Eliterunde der Qualifikation zur U-19-Fußball-Europameisterschaft 2010 teilnahm, es mit dem Team allerdings knapp nicht zur EM-Endrunde in Frankreich schaffte, folgte eine Einberufung in die Junioren-Auswahl Russlands, für die er ebenfalls bereits im Einsatz war.

## Erfolge
- Armenischer Superpokalsieger: 2014